# Mifflinburg, Pennsylvania
Mifflinburg là một thị trấn thuộc quận Union, tiểu bang Pennsylvania, Hoa Kỳ. Năm 2010, dân số của thị trấn này là 3540 người.